# Championnats d'Europe de BMX 2014
Navigation
Édition précédente Édition suivante
Les championnats d'Europe de BMX 2014 se sont déroulés le 13 juillet 2014 à Roskilde au Danemark.

## Podiums
| Épreuves            | Or               | Argent           | Bronze             |
| ------------------- | ---------------- | ---------------- | ------------------ |
| Épreuves masculines |                  |                  |                    |
| Élite hommes        | Māris Štrombergs | Romain Mayet     | Martijn Jaspers    |
| Junior hommes       | Niek Kimmann     | Kristens Krigers | Jay Schippers      |
| Épreuves féminines  |                  |                  |                    |
| Élite femmes        | Laura Smulders   | Manon Valentino  | Simone Christensen |
| Junior femmes       | Sandie Thibaut   | Mathilde Doudoux | Viviana van Hees   |

## Tableau des médailles
| Rang  | Nation   | Or | Argent | Bronze | Total |
| ----- | -------- | -- | ------ | ------ | ----- |
| 1     | Pays-Bas | 2  | 0      | 3      | 5     |
| 2     | France   | 1  | 3      | 0      | 4     |
| 3     | Lettonie | 1  | 1      | 0      | 2     |
| 4     | Danemark | 0  | 0      | 1      | 1     |
| Total | Total    | 4  | 4      | 4      | 12    |